# Guquan, Anhui
Guquan (kinesiska: 古泉) är en köping i östra Kina. Den ligger i stadsdistriktet Xuanzhou i staden Xuancheng i provinsen Anhui, omkring 160 kilometer sydost om provinshuvudstaden Hefei. Antalet invånare är 24 242. Befolkningen består av 11 786 kvinnor och 12 456 män. Barn under 15 år utgör 14,0 %, vuxna 15-64 år 72 %, och äldre över 65 år 12,0 %.